# 小叶丹
果基约达，又名果基约达，通称小叶丹（1894年—1942年6月18日），彝族，四川冕宁人，生前为当地彝族果基（沽鸡）家撒特支头人，“彝海结盟”后被任命为“中国夷民红军沽鸡支队”支队长。

## 生平
小叶丹，原名叶丹，也叫约达，黑彝果基家撒特支头人，1894年出生于越巂廳上普雄，当头人时年龄比起周围其他家支头人小，故称“小叶丹”。小叶丹兄弟六人，排行第四。。1900年随父亲迁往冕宁羊坪子（今彝海乡）:781。
1935年，中国工农红军在长征途中，渡过金沙江进入四川凉山彝族地区，结果遭到部分彝族群众和彝族部族武装的袭扰。但红军保持了克制，未予还击，还向当地彝族宣讲中共的政策。目睹此情形的小叶丹决定会见红军先遣队司令刘伯承。1935年5月22日，二人会面，会后二人决定以彝族习俗歃血为盟、结为兄弟，史称“彝海结盟”。结拜当晚，刘伯承宴请小叶丹，小叶丹被任命为中国夷民红军沽鸡支队的支队长，其弟古基尔拉为副队长。之后在小叶丹的帮助下，红军得以顺利通过彝民聚居区。
红军过后不久，当地军阀邓秀廷的侄子邓德权（彝名母子舍俄）带领两连彝兵来到拖乌，他召集当地各支头人开会时大发雷霆，说：“你们果基家海子边一支接待了红军，还和红军吃了血酒，你们这条沟的为什么不向邓旅长（邓秀廷）请示？”当时红军过拖乌时曾给了当地彝族一些枪支弹药，邓秀廷认为彝族手中枪多不是好事，而他的团长李德吾在红军到来前过拖乌时被当地彝族部落打败并惨杀，邓也认为是对他的背叛，所以决定要严惩拖乌各彝支。小叶丹虽然联合当地各支彝族起兵抵抗邓秀廷，但很快就被打败。果基家头人果基倮莫子、倮伍家头人倮伍子且、罗洪家头人罗洪打鱼子均被刺客所杀，各部落武装瓦解，纷纷向邓乞降。这时候小叶丹只能找到他的儿女亲家、冕宁后山谢家黑彝头人谢尼坡，此人在邓秀廷手下当连长，小叶丹请谢尼坡去向邓秀廷说情，最后邓下令果基家交出所有枪支并罚款一万二千两白银，同时又处死了果基家撒特支三个头人，了结了这个事情。此后小叶丹便前往邓秀廷身边给邓当弁兵（贴身侍卫）。
1942年6月18日，小叶丹的汉族干亲家、冕宁大桥镇袍哥舵把子赵万先家办喜酒，请小叶丹去赴宴。小叶丹带一名随从前往，赴宴途中经过果基家世仇罗洪家地盘，看见罗洪家妇女在地里耕作，就打了一枪，引发罗洪家人马追杀，最终被打死在大桥镇街上，终年49岁。
小叶丹之死是一次偶发事件，果基家与罗洪家历来是冤家，并非有人蓄谋的政治暗杀。
在彝海结盟之后，小叶丹所属的冕宁县，在中共冕宁县工委领导下成立了公开的武装组织冕宁县抗捐军，建立了政权冕宁县革命委员，在县北还有一支红军留下的游击队。在红军大部队走后，游击队合并到冕宁县抗捐军，准备北上追赶大部队。黑彝武装袭击了试图通过彝族区的抗捐军，队伍被冲散，负责人多数被害，冕宁县革命委员会亦随之瓦解。小叶丹领导的那支武装，有些人也参与了袭击抗捐军的活动。扫尾通过的红军中部分伤兵、落单者被掳为奴隶娃子贩卖。据此，1990年代中期开始有的党史研究工作者对小叶丹持否定态度，认为参加攻打抗捐军是叛变革命。这样，就产生了一个如何评价小叶丹和是否要继续宣传彝海结盟的问题，有的书干脆不再讲彝海结盟了。基于民族团结考虑，后经中共四川省委研究后决定“写党史对小叶丹这个历史人物要予以肯定，写红军长征还是要讲彝海结盟”，作为“执行民族政策的一个典范”
。